# Министерство здравоохранения Португалии
Министерство здравоохранения Португалии отвечает за определение и проведение национальной политики в области здравоохранения, внедрение и обеспечение устойчивого использования ресурсов и оценки их результатов. Нынешний министр здравоохранения —  Пол Маседо.

## Хронология
1958—1973: Министерство здравоохранения и социального обеспечения
1973—1974: Министерство здравоохранения
1974—1983: Государственный Департамент здравоохранения, Министерство социальных дел
1983 — по настоящее время: Министерство здравоохранения